# مسعود زغدان
مسعود زغدان (عربی: مسعود محمد زغدان؛ زادهٔ ۲۵ ژانویهٔ ۱۹۸۱) کشتی‌گیر اهل الجزایر است.
وی در وزن ۷۴ کیلوگرم کشتی فرنگی بازی‌های المپیک تابستانی ۲۰۰۸ شرکت کرده است.